# Cory Barlog
Cory Barlog (ur. 2 września 1975 w Sacramento) – dyrektor kreatywny amerykańskiego producenta gier komputerowych SIE Santa Monica Studio. Jest scenarzystą gier komputerowych, pracował m.in. nad grami God of War (2005), God of War II i God of War (2018).

## Życiorys
Barlog jest synem powieściopisarza fantasy J. M. Barloga, który napisał adaptację gry God of War z 2018, do której Cory napisał przedmowę.
Przed rozpoczęciem pracy w SIE Santa Monica Studio, Barlog pracował jako główny animator w Paradox Interactive przy Backyard Wrestling: Don’t Try This at Home i X-Men: Next Dimension.
Po dołączeniu do Santa Monica Studio, Barlog był głównym animatorem gry God of War (2005) i dyrektorem kreatywnym God of War II (2007), za co otrzymał nagrodę BAFTA. Przez pierwszych osiem miesięcy był również dyrektorem kreatywnym God of War III (2010). Pomagał przy scenariuszu God of War: Duch Sparty (2010), nie będąc częścią Sony.
Był głównym mówcą na ECAROcon 2008 w Syracuse (stan Nowy Jork), później pracował w LucasArts. W wywiadzie ze stroną Mega64 ogłosił, że pracuje nad adaptacją czwartej części filmu Mad Max, zatytułowanej Fury Road. Przebywał w Szwecji, gdzie pracował z Avalanche Studios znanej głównie z serii gier Just Cause.
W marcu 2012 zapowiedziano, że Barlog dołączy do Crystal Dynamics, by pracować nad przerywnikami filmowymi do gry Tomb Raider z 2013 roku. Barlog opuścił studio w kwietniu 2013 roku.
W sierpniu 2013 powrócił do SIE Sony Santa Monica. Tam Barlog pracował jako dyrektor kreatywny i wyreżyserował God of War (2018), za co dostał nagrodę „Best Game Direction” i „Game of the Year” podczas ceremonii The Game Awards 2018.

## Gry komputerowe
| Rok  | Gra                                        | Rola                            | Producent               |
| ---- | ------------------------------------------ | ------------------------------- | ----------------------- |
| 1999 | Requiem: Avenging Angel                    | artysta                         | Cyclone Studios         |
| 2000 | Rock ’em Sock ’em Robots Arena             | animator                        | Paradox Development     |
| 2002 | X-Men: Next Dimension                      | główny animator                 | Paradox Development     |
| 2003 | Backyard Wrestling: Don’t Try This at Home | główny animator                 | Paradox Development     |
| 2005 | God of War                                 | główny animator                 | SIE Santa Monica Studio |
| 2007 | God of War II                              | dyrektor kreatywny              | SIE Santa Monica Studio |
| 2008 | God of War: Chains of Olympus              | scenarzysta                     | SIE Santa Monica Studio |
| 2010 | God of War III                             | wstępny projekt, układ historii | SIE Santa Monica Studio |
| 2010 | God of War: Duch Sparty                    | scenarzysta                     | SIE Santa Monica Studio |
| 2013 | Tomb Raider                                | reżyser przerywników filmowych  | Crystal Dynamics        |
| 2018 | God of War                                 | dyrektor kreatywny, scenarzysta | SIE Santa Monica Studio |